# Brenda Castillo
Brenda Castillo (nacida el 5 de junio de 1992 en San Cristóbal) es una voleibolista dominicana considerada entre las mejores líberos del mundo por sus defensas y salvadas dentro de la cancha. La jugadora criolla compite con la selección nacional dominicana.  
Fue miembro del equipo nacional de la República Dominicana que ganó el quinto lugar en los Juegos Olímpicos de Verano de 2012, donde fue premiada como la Mejor Libero de la competencia. Jugó en el Campeonato Mundial de 2014 alcanzando el quinto lugar. Participó en el Campeonato Mundial de 2010, donde su selección finalizó en el decimoséptimo lugar, y en la Copa Mundial FIVB de 2011, donde su equipo ocupó el octavo lugar. Participó también en la Copa Mundial FIVB de 2015, donde se alzó con el premio al Mejor Libero.
Ganó la medalla de plata en el Campeonato Mundial Sub-20 de 2009, el Campeonato Mundial Sub-23 de 2013 y el bronce en la Copa Mundial Femenina FIVB de 2009 y en los Juegos Panamericanos de 2015. Ganó la medalla de oro del Campeonato NORCECA 2009, la Final Four 2010 y los Juegos Centroamericanos y del Caribe 2010 y 2014. Castillo también ganó el campeonato de la Copa Panamericana de 2008, 2010, 2014 y 2016.
En 2023 se consagró campeona junto a la selección dominicana en el Campeonato NORCECA de 2023, donde además se alzó con el premio a la mejor líbero, mejor defensa y jugadora más valiosa (MVP) del torneo.

## Carrera

### Clubes
Inició su carrera profesional en el San Cristóbal de su país natal. Tuvo su primera experiencia en el exterior en 2011, jugando con el Criollas de Caguas en el campeonato portorriqueño. De allí partió a Azerbaiyán, para jugar primero en el Rabita Baku (2012-2015) y luego en el Lokomotiv Baku en la temporada 2015/16. Le siguió una estancia en el Volei Bauru de Brasil, seguida de un paso por el Cristo Rey VC de República Dominicana, para luego retornar al Volei Bauru.
En 2021 fichó por el equipo Pallavolo Scandicci Savino Del Bene de la Serie A1 femenina de voleibol de Italia, en reemplazo de la lesionada Enrica Merlo. Con este club logró dos títulos continentales: la Challenge Cup de 2022 y la Copa CEV en 2023. A lo largo de sus dos temporadas de liga participó en 59 encuentros (entre temporada regular y play-offs) totalizando 190 sets, con un promedio de recepción de 47.9%.

### Selección nacional
Participó con la selección de mayores que ganó la medalla de bronce en el Campeonato Continental NORCECA del 2007.

## Vida personal
En febrero de 2019 dio a luz a su primera hija, Breanna. Más tarde ese año sufrió una fractura en su brazo izquierdo a raíz de un accidente vehicular que la marginó unos meses de las canchas. Retornó a la práctica deportiva en el torneo de clasificación continental a los Juegos Olímpicos de Tokio 2020 que se disputó en Santo Domingo. Allí no solo consiguió la clasificación junto con su equipo, sino que a nivel individual se llevó los trofeos de Mejor Líbero, Mejor Defensora y Mejor Receptora.

## Trayectoria
- Club Deportivo y Cultural Siglo I (2006)
- San Cristóbal (2007–2010)
- Pueblo Nuevo (2009)
- Mirador (2010)
- Criollas de Caguas (2011)
- Rabita Baku (2012-2015)
- Lokomotiv Baku (2015-2016)
- Vôlei Bauru (2016-2017)
- Cristo Rey (2018)
- Vôlei Bauru (2020)
- Savino del Bene Scandicci (2021-2023)
- Vero Volley Milano (2023-2024)

## Palmarés

### Individual
- Campeonato Mundial Juvenil 2009 "Jugadora Más Valiosa"
- Liga Dominicana de Voleibol 2008 "Mejor Recepción"
- Liga Dominicana de Voleibol 2008 "Mejor Defensa"
- Campeonato Mundial de Clubes FIVB 2010 - Mejor líbero[1]
- Copa Panamericana de Voleibol 2011 "Mejor Recepción, Defensa  y Mejor Libero"
- Juegos Olímpicos de Londres 2012 "Mejor Libero"
- Campeonato Mundial FIVB U-23 de 2013 - Mejor Líbero
- Copa Panamericana de Voleibol 2014 "Jugadora Más Valiosa y Mejor Libero""
- Womens Azerbaijan Superleague 2014-2015"Best libero"
- "Mejor Libero" en la copa mundial de vóley 2015
- "Revista Italiana World of Voley "Mejor Libero 2016 del mundo"
- "NORCECA Olympic Qualification Tournament 2016  "Mejor Defensa"
- "Olympic Qualification Tournament in japan 2016 "Best Diggers"
- "Copa Panamericana de Voleibol 2016 "Mejor Recepción, Defensa y Mejor Libero"
- Liga Brasileña de Voley femenino 2016-2017 "Mejor Defensa"
- Copa Panamericana de Voleibol Femenino 2017 "Mejor Defensa"
- Volleyball World Grand prix "BEST DIGGERS" 2017
- Mejor Recepción, Defensa y Libero, Jugadora  mas Valiosa del Campeonato Clasificatorio 2017 al Mundial 2018 en Santo Domingo, Rep. Dom"
- Mejor Recepción, Defensa y Libero en la  Liga de Voleibol Superior en  Santo Domingo Rep. Dom" 2018
- Mejor Defensa y Mejor Libero Juegos Centroamericanos y del Caribe 2018
- "Olympic Qualification Tournament in Uberlandia, Brazil 2019 "Best Libero"
- "NORCECA Olympic Qualification Tournament 2020 "Mejor Recepción, Defensa y Mejor Libero"
- Campeonato NORCECA de Voleibol Femenino de 2023 - Mejor recepción, mejor líbero y jugadora más valiosa

### Selección nacional

#### Selección de Mayores
- Copa de Grandes Campeones:
  -  Medalla de Bronce. Tokio/Fukuoka 2009

- Copa Panamericana:
  -  Medalla de Oro. Rosarito/Tijuana 2014.
  -  Medalla de Plata. Cd. Juárez 2011.
  -  Medalla de Oro. Rosarito/Tijuana 2010.
  -  Medalla de Plata. Miami 2009.
  -  Medalla de Oro. Mexicali/Tijuana 2008.
  -  Medalla de Bronce. Colima 2007.

- Campeonato Continental NORCECA:
  -  Medalla de Bronce. Winnipeg 2007.
  -  Medalla de Oro. Bayamón 2009.
  -  Medalla de Plata. Caguas 2011.
  -  Medalla de Oro. Puerto Rico 2019.
  -  Medalla de Oro. Canadá 2023.

- Juegos Panamericanos:
  -  Medalla de oro. Juegos Panamericanos Lima 2019
  -  Medalla de oro. Juegos Panamericanos Santiago 2023

- Juegos Centroamericanos y del Caribe:
  -  Medalla de oro. Mayagüez 2010
  -  Medalla de oro. Veracruz 2014
  -  Medalla de oro. Barranquilla 2018
- Copa Final Four:
  -  Medalla de Oro. Chiapas 2010.
  -  Medalla de Bronce. Lima 2009.
  -  Medalla de Plata. Fortaleza 2008.

#### Selección Juvenil
- Campeonato Mundial Juvenil:
  -  Medalla de Plata. Mexicali/Tijuana 2009.

- Campeonato Continental NORCECA:
  -  Medalla de Plata. Saltillo 2010.
  -  Medalla de Plata. Saltillo 2008.

UIN

### Clubes
- Liga de Voleibol de la República Dominicana 2008 -  Subcampeona, con San Cristóbal
- Liga de Voleibol Superior de Puerto Rico 2011 -   Campeona, con Criollas de Caguas